# Dotur Luigi
Dotur Luigi fiktivni je lik i jedan od glavnih likova u seriji Naše malo misto, kao i u kasnijem filmu Servantes iz malog mista. Glumio ga je Karlo Bulić. Dotur Luigi je poznat po svom govoru u kojem miješa hrvatsku čakavicu i talijanštinu, posebno psujući "Ma borda ti, che crettino, che imbecile, asti Gospu!", uglavnom časteći tako nespososobne ili zahtjevne stanovnike Malog mista.

## Pozadina lika
Lik je Smoje utemeljio na više osoba, najvažnija od kojih je dr. Vicko Galvani (-1941.), Šibenčanin koji se preselio u Kotor 1910. O njemu je pričala Smojina supruga Lepa, koja ga je poznavala kao djevojčica. Dr. Galvani je slično vršio inspekcije kotorskog bordela (kao i Luigi u epizodi "Sodoma i Gomora"). Govor (mješavina talijanskog i hrvatskog) i stav dotura Luigija prema životu odraz su Boška Lulića-Luligarga, tridesetih godina poznatog splitskog skladatelja i aranžera, kojeg je Smoje poznavao. Smoje je u dotura Luigija utkao arhetip obiteljskog liječnika u malim dalmatinskim mjestima tog vremena te su mnogi drugi liječnici također utjecali na izgradnju lika.

## Osobni život
Luigi je lokalni liječnik u Malom Mistu, koji je završio medicinu na studiju u Padovi. Njegov govor mješavina je talijanštine i hrvatskoga. Cinik, raspoložen za šalu, pogotovo kao njegov način borbe protiv društvenih apsurda i nepravde, obožava balote, a ponajviše svoj mir i "gušt", pogotovo čitajući Danteova djela na talijanskom prije spavanja. Živi sa svojom nevjenčanom suprugom Bepinom, u čijoj privrženosti uživa, te čije stalne molbe za ženidbom ustrajno odbija. Jedini je visokoobrazovani stanovnik i jedini predstavnik inteligencije u mjestu. Nakon Načelnikove smrti s Bepinom uzima sebi malog Mirka i šalje ga na studij medicine u Zagreb. Bepinu konačno ženi dan prije njene smrti, kako bi joj ispunio davnu želju.

## Starost
Scenarist Miljenko Smoje, u odgovoru na napadaje o pretjeranoj uporabi talijanskog tijekom prve sezone prikazivanja, rekao je da se Doturu Luigiju mora progledati na prste jer je rođen "devedesetih godina prošlog [19.] stoljeća".